# Edmond (film, 2005)
Pour les articles homonymes, voir Edmond.
Pour plus de détails, voir Fiche technique et Distribution.
Edmond est un film américain réalisé par Stuart Gordon sorti en 2005. Il s'agit d'une adaptation de la pièce de théâtre du même nom de David Mamet, qui signe lui-même le scénario.

## Synopsis
New York. Quadragénaire sans histoire, Edmond voit sa vie basculer sur une simple phrase, « Vous n'êtes pas à votre place », proférée par une diseuse de bonne aventure rencontrée par hasard. Ce cadre supérieur, marié, menant une existence policée, se rend soudain compte que la banalité et la monotonie ont toujours régi son quotidien. Sous le choc de cette révélation, il s'en va, quittant sa femme et son foyer. Il s'enfonce dans les bas-fonds de la ville, un monde étonnamment brutal dont jusqu'alors il ne savait rien.

## Fiche technique
- Titre original : Edmond
- Réalisation : Stuart Gordon
- Scénario : David Mamet, d'après sa pièce en un acte Edmond (en)
- Musique : Bobby Johnston
- Photographie : Denis Maloney
- Montage : Andy Horvitch
- Production : Stuart Gordon, Chris Hanley, Molly Hassell, Duffy Hecht, Roger Kass, Mary B. McCann et Kevin Ragsdale
- Sociétés de production : 120dB Films, Catfish Productions, Code Entertainment, Dog Pond Productions, Fully Loaded Pictures, Muse Productions, Neverland Films, Pretty Dangerous Films, Red Hen Productions, Tartan Films, The Hecht Company et Werner Film
- Société de distribution : First Independent Pictures (États-Unis)
- Pays de production :  États-Unis
- Genre : drame et thriller
- Durée : 82 minutes
- Dates de sortie : 
  - Italie : 31 aout 2005 (Mostra de Venise)
  - France : 8 septembre 2005 (festival de Deauville)
  - États-Unis : 14 juillet 2006
  - France : 3 avril 2007 (en DVD)

## Distribution
Légende : Version Québécoise (V.Q.)
- William H. Macy (V.Q. : Hubert Gagnon) : Edmond
- Frances Bay : la diseuse de bonne aventure
- Rebecca Pidgeon (V.Q. : Nathalie Coupal) : l'épouse
- Joe Mantegna (V.Q. : Luis de Cespedes) : l'homme dans le bar
- Denise Richards : B-Girl
- Dulé Hill (V.Q. : Patrice Dubois) : Sharper
- Russell Hornsby (V.Q. : Pierre Auger) : Shill
- Julia Stiles (V.Q. : Camille Cyr-Desmarais) : Glenna
- Bai Ling : la fille dans le peep-show
- Mena Suvari (V.Q. : Aline Pinsonneault) : la prostituée
- Jeffrey Combs : le réceptionniste
- Lionel Mark Smith (V.Q. : Pierre Therrien) : le proxénète
- Bokeem Woodbine (V.Q. : Frédéric Desager) : le prisonnier
- Patricia Belcher : la femme du métro
- Wren T. Brown (V.Q. : Thiéry Dubé) : le pasteur